# Resistance Is Futile (album, Manic Street Preachers)
Resistance Is Futile je třinácté studiové album velšské rockové skupiny Manic Street Preachers. Vydáno bylo 6. dubna roku 2018 společností Columbia Records. Vydání alba bylo oznámeno dne 17. listopadu 2017, tedy přibližně měsíc poté, co baskytarista a hlavní textař kapely Nicky Wire uvedl, že si není jistý, zda kapela ještě nějaké album vydá. Deska byla nahrána nedaleko Newportu, a to ve studiu, které si kapela nedlouho předtím vybudovala. První singl z alba, nazvaný „International Blue“, byl zveřejněn 8. prosince 2017. Dne 16. února následujícího roku byla zveřejněna druhá píseň, konkrétně „Distant Colours“. V úvodu písně je krátce mluvené slovo ve velštině, které namluvila herečka Elan Evans. Všechny písně jsou nazpívány v anglickém jazyce. Další singl „Dylan & Caitlin“ byl zveřejněn 9. března 2018. Další singl – „Liverpool Revisited“ – byl vydán ve stejný den jako celé album, tedy 6. dubna 2018. V písni „The Left Behind“ zpívá netradičně baskytarista kapely Nicky Wire.

## Seznam skladeb
| Pořadí | Název                     | Délka |
| ------ | ------------------------- | ----- |
| 1.     | People Give In            | 3:55  |
| 2.     | International Blue        | 3:52  |
| 3.     | Distant Colours           | 3:40  |
| 4.     | Vivian                    | 4:15  |
| 5.     | Dylan & Caitlin           | 3:53  |
| 6.     | Liverpool Revisited       | 2:31  |
| 7.     | Sequels of Forgotten Wars | 4:21  |
| 8.     | Hold Me Like a Heaven     | 4:18  |
| 9.     | In Eternity               | 4:16  |
| 10.    | Broken Algorithms         | 3:52  |
| 11.    | A Song for the Sadness    | 4:20  |
| 12.    | The Left Behind           | 3:09  |

## Obsazení

### Hudebníci
Manic Street Preachers
- James Dean Bradfield – zpěv, akustická a elektrická kytara, klávesy
- Nicky Wire – baskytara, barytonová kytara, zpěv
- Sean Moore – bicí, perkuse, klávesy

Ostatní
- Dave Eringa – klávesy
- Gavin Fitzjohn – klávesy, doprovodné vokály
- Nick Nasmyth – klávesy
- Loz Williams – klávesy
- Steffan Garrero – doprovodné vokály
- The Anchoress – zpěv, doprovodné vokály
- Vulcan String Quartet – smyčce

### Technická podpora
- Dave Eringa – producent, zvukový inženýr
- Loz Williams – zvukový inženýr
- Tim Young – mastering
- Chris Lord-Alge – mixing
- Guy Massey – producent, zvukový inženýr, mixing (vše pouze píseň „A Song for the Sadness“)